# Zastarynie (rejon miński)
Zastarynie (biał. Застарынне, ros. Застаринье) – wieś na Białorusi, w obwodzie mińskim, w rejonie mińskim, w sielsowiecie Łochowska Słoboda.